# ケイブ
株式会社ケイブ（英: CAVE Interactive CO.,LTD.）は、日本のコンピュータゲーム製作会社。コンピュータエンターテインメント協会正会員。アーケードゲームやコンシューマーゲーム、携帯電話用コンテンツを経て、現在はソーシャルゲーム事業を主業としている。その他にライブ配信事業も手掛けている。 社名のCAVEは、Computer、Art、Visual、Entertainmentの頭文字での頭字語であることが、IR資料などで確認できる。

## 概要
1994年（平成6年）6月15日設立。創業当初はゲームソフトの他社からの受託開発を手がける一方、自社タイトルとしては『怒首領蜂』などのヒットを生む。1999年（平成11年）からは、同年にサービスが開始されたi-modeへのコンテンツの提供を開始し、クラシック・ジャズ音楽の配信や占いコンテンツの提供で存在感を示す。2004年（平成16年）に大証ヘラクレス市場に株式上場。2005年（平成17年）にビーズのアクセサリー事業を買収。2007年（平成19年）からは『女神転生IMAGINE』などのオンラインゲームの開発・運営を行っている。また、2010年（平成21年）からはモバゲータウンやGREEなどの携帯電話向けソーシャルネットワークサービス上でしろつくをはじめとしたソーシャルゲーム事業の展開を行っており、2022年5月期の時点ではApp Store・Google Play・Amazon Appstoreで配信されているゴシックは魔法乙女が売上の44.0%を占めている。
2019年からライブ配信事業に参入し、2019年11月にクリエイタープロダクションとなる子会社capableを設立。2021年3月にはライブ配信で対面占いを行うプラットフォーム『占占(sensen)』のサービスを開始した。
ビーズ事業は2010年（平成22年）に撤退。2013年（平成25年）にアーケードゲーム、コンシューマーゲーム事業から撤退。
2018年（平成30年）5月28日に株式会社フォーサイドに対して第三者割当増資を実施した他、同年12月27日に株式会社KeyHolderに対して第三者割当増資を実施した。。
2022年（令和4年）6月3日、『モンスターストライク』などを手掛けるゲーム開発会社のでらゲーを買収することを発表。買収金額は50億2300万円。同年9月1日、でらゲーの全株式を取得し子会社化を完了した。
2024年（令和6年）5月20日、ゲーム会社のサクセスの子会社であるサクセスプラスの買収を発表、同年6月30日付でサクセスプラスの全株式を取得し同社を子会社化した。

## 沿革
- 1994年（平成6年）6月 - 資本金1,500万円で設立。当時の所在地は東京都新宿区市ヶ谷左内町27番地。
- 1995年（平成7年）6月 - 本社を東京都新宿区箪笥町13番地に移転。
- 2001年（平成13年）
  - 2月 - 本社を東京都新宿区神楽坂一丁目1番地に移転。
  - 4月 - 名門ジャズクラブのブルーノート・ニューヨークと独占契約締結。
  - 9月 - 東京フィルハーモニー交響楽団と情報提供契約締結。
- 2002年（平成14年）9月 - ニューヨーク近代美術館と独占契約締結。
- 2004年（平成16年）
  - 11月 - 東京都新宿区内藤町87番地に新宿オフィスを開設。
  - 12月 - 大証ヘラクレス市場（後のジャスダック）に株式上場。
- 2005年（平成17年）
  - 1月 - ソウル放送と業務提携。
  - 3月 - 株式会社タミヤと業務提携。
  - 4月 - 株式会社山と溪谷社と業務提携。
  - 6月 - クレイズカンパニー株式会社（現ビーズマニア株式会社）の100%子会社化。
  - 7月 - 株式会社ケイブ・オンライン・エンターテイメント（92.3%出資子会社）設立。
  - 8月 - デルガマダス株式会社と業務および資本提携。
- 2006年（平成18年）
  - 2月 - タミヤと共同でミニ四駆ネットワークス株式会社を設立。
  - 9月 - 子会社だった株式会社ケイブ・オンライン・エンターテイメントを吸収合併。
- 2007年（平成19年）
  - 2月 - ガンホー・オンライン・エンターテイメント株式会社と資本および業務提携。
  - 6月 - タボット株式会社を設立。
- 2008年（平成20年）6月 - ビーズマニア株式会社と事業統合。
- 2010年（平成22年）
  - 1月 - 株式会社ゲームオン（オンラインゲーム運営サービス大手）と業務提携。
  - 1月 - モバゲータウンでソーシャルゲーム『ミニ四駆チャンピオンシップ』をサービス開始。ソーシャルゲーム事業参入。
  - 2月 - モバゲータウンでソーシャルゲーム『しろつく』をサービス開始。
  - 2月 - iPhone向けシューティングゲーム『エスプガルーダII for iPhone/iPod touch』を配信開始。スマートフォン事業に参入。
  - 5月 - コマース事業の一部譲渡ならびに事業の廃止。
  - 6月 - GREEでソーシャルゲーム『しろつく』を配信開始。
  - 6月 - タボット株式会社の全株式を売却。
  - 10月 - 株式会社ノース・スターズ・ピクチャーズと『北斗の拳』のソーシャルゲーム化に関する業務提携。
- 2011年（平成23年）
  - 1月 - 『しろつく』の会員数が265万人を越える。
  - 2月 - 米国エレクトロニック・アーツ社と共同開発契約の締結。
  - 5月 - 『しろつく』の会員数が300万人を越える。
  - 8月 - グリー株式会社と資本および業務提携。
  - 10月 - GREEでソーシャルゲーム『くにつく』を配信開始。
- 2012年（平成24年）
  - 11月 - 本社を東京都目黒区上目黒2丁目に移転。
- 2013年（平成25年）
  - 5月 - Xbox 360版『怒首領蜂最大往生』の発売を最後にアーケードゲーム事業、コンシューマーゲーム事業から撤退、スマートフォンアプリ向けの開発は継続（ただし、SteamといったPC向けやM2との提携の移植関連の他社販売によるリリースは行う）。
  - 12月 - グリー株式会社との業務提携解消。
- 2018年（平成30年）
  - 5月 - 株式会社フォーサイドと資本・業務提携締結[11][12][6]
  - 12月 - 株式会社KeyHolderと資本・業務提携締結[7]。
- 2022年（令和4年）
  - 4月 - 東京証券取引所の市場区分の見直しによりJASDAQ（スタンダード）からスタンダード市場へ移行。
  - 6月 - 株式会社でらゲーの買収を発表[8]。
  - 9月 - でらゲーの買収を完了し同社を完全子会社化[9]。
- 2024年（令和6年）
  - 6月 - サクセスプラスの全株式を取得し同社を完全子会社化。

## シューティングゲーム分野
ケイブは縦スクロールシューティングゲームの分野でアーケードゲームに一時代を築いた旧東亜プランの社員によって設立された、いわば後継会社である。また、旧コンパイルの社員も一部参加している。『怒首領蜂』のヒットで弾幕系シューティングのジャンルを確立。これ以降、2Dグラフィックによって描かれたそれぞれ独自のカラーを持つ弾幕系シューティングを毎年1 - 2本出し続けており、現在のシューティングゲーム市場を支える、数少ない会社の一つである。
「（ボタンの押し分けによる）2種類のショットとボンバー」というスタイルは『怒首領蜂』以降、ほぼ不変である。『虫姫さま』以降は萌え要素を付け加えた作品も制作している。また、旧ライジングのスタッフによって、これまでのケイブ式とは異なるタイプの弾幕系シューティングもリリースしている。
近年の作品は想像を絶する弾幕を張る真ボスやバカゲー要素を持ち合わせたゲームが多く、それも特徴となっている。
2011年（平成23年）2月には「世界一弾幕シューティングゲームを作って販売した会社」（Most prolific developer of danmaku shooters）としてギネス・ワールド・レコーズに認定された。

## 主なゲーム
リスト詳細は、ケイブのホームページを参照。
- 1995年（平成7年）
  - 首領蜂
- 1997年（平成9年）
  - 怒首領蜂
  - 怒首領蜂 スペシャルバージョン
  - 峠MAX 最速ドリフトマスター - 販売:アトラス
  - スティープ・スロープ・スライダーズ - 販売:ビクターインタラクティブソフトウェア
- 1998年（平成10年）
  - エスプレイド - 販売:アトラス
  - 魚ポコ -（パズルゲーム）
  - 弾銃フィーバロン
  - スティープ・スロープ・スライダーズ - 販売:カプコン（セガサターン版の移植作品）
  - デリソバデラックス -（視聴者プレゼント用の非売品）
  - 峠MAX2 - 販売:アトラス
- 1999年（平成11年）
  - ぐわんげ - 販売:アトラス
  - TRICKY SLIDERS - 販売:カプコン
- 2000年（平成12年）
  - SNOWBOARD HEAVEN - 販売:カプコン
  - 峠MAXG - 販売:アトラス
- 2001年（平成13年）
  - 峠3 - 販売:アトラス
  - プロギアの嵐 - 販売:カプコン
  - 怒首領蜂II - 販売:カプコン　開発:IGS（ライセンス提供のみ）
  - ヤンヤカバジスタ featuring Gawoo - 販売:コーエー
- 2002年（平成14年）
  - 怒首領蜂 大往生 - 販売:エイエムアイ
  - 怒首領蜂 大往生 ブラックレーベル - 販売:エイエムアイ
  - 峠R - 販売:アトラス
- 2003年（平成15年）
  - ケツイ〜絆地獄たち〜 - 販売:エイエムアイ
  - エスプガルーダ - 販売:エイエムアイ
- 2004年（平成16年）
  - 虫姫さま - 販売:エイエムアイ
  - 陸海空ジオラマ大爆破
- 2005年（平成17年）
  - 鋳薔薇 - 販売:エイエムアイ
  - 虫姫たま - （パズルゲーム）販売:エイエムアイ
  - エスプガルーダII - 販売:エイエムアイ
  - ミニ四駆GPX - （携帯電話アプリゲーム）
- 2006年（平成18年）
  - 鋳薔薇黒 ブラックレーベル - 販売:エイエムアイ
  - ピンクスゥイーツ 〜鋳薔薇それから〜 - 販売:エイエムアイ
  - 虫姫さま ふたり
  - ラヴニーの絵本 - （携帯電話アプリゲーム）
- 2007年（平成19年）
  - 女神転生IMAGINE
  - むちむちポーク!
  - メダル麻雀もうかり番長 - （メダルゲーム）
  - デススマイルズ
  - 虫姫さま ふたり　ブラックレーベル
- 2008年（平成20年）
  - 怒首領蜂 大復活
  - お姫さまデビュー - （ダンスアクションアドベンチャーゲーム）
  - SWITCH (ケイブ) - （携帯電話アプリゲーム）
  - デススマイルズ メガブラックレーベル
  - パイレーツオブがっぽり - （メダルゲーム）
- 2009年（平成21年）
  - はじめて戦国王子 - （携帯電話アプリゲーム）
  - ウハウハ大奥 - （メダルゲーム）
  - デススマイルズ - （Xbox 360版）
  - デススマイルズII 魔界のメリークリスマス
  - はじめて三国志王子 - （携帯電話アプリゲーム）
  - はじめて幕末王子 - （携帯電話アプリゲーム）
  - 虫姫さま ふたり - （Xbox 360版）
- 2010年（平成22年）
  - 怒首領蜂 大復活 ブラックレーベル
  - エスプガルーダII - （Xbox 360版）
  - ミニ四駆CHAMPIONSHIP（チャンピオンシップ） - （モバゲータウン配信ゲーム）
  - しろつく - （モバゲータウン配信ゲーム。同年8月よりGREE、10月よりYahoo!モバゲーで配信）
  - TACTIC SWITCH（携帯アプリゲーム）
  - 赤い刀
  - アルカナハート カード・オブ・グローリー（携帯アプリゲーム）
  - スーパーアクションオンライン - （2010年（平成22年）2月サービス開始）
  - ワクワク無限大 ミニ四駆ワールド - （2010年（平成22年）3月24日サービス開始）
  - エスプガルーダII for iPhone/iPod touch -（2010年（平成22年）4月10日配信開始）
  - デススマイルズIIX - （Xbox 360版・2010年（平成22年）5月27日発売）
  - 怒首領蜂大復活-（AppStoreにて2010年（平成22年）8月26日配信開始）
  - 虫姫さま BUG PANIC for iPhone/iPod touch(2010年11月配信開始）
  - ぐわんげ - （Xbox 360版・XBLA・2010年11月10日配信）
  - 怒首領蜂大復活Ver1.5 - （Xbox 360版・2010年11月25日発売）

- 2011年（平成23年）
  - ミニ四駆ビクトリーロード（ソーシャルゲーム）（GREEで配信）
  - 北斗の拳百万の救世主伝説-（ソーシャルゲーム）（1月27日ベータサービス開始）
  - 怒首領蜂大復活ブラックレーベル - （Xbox 360版・2011年2月3日発売）
  - むちむちポーク！＆ピンクスゥイーツ - （Xbox 360版・2011年2月24日発売）
  - 赤い刀（Xbox 360版・2011年5月26日発売）
  - NIN2-JUMP - （Xbox 360版・XBLA）
  - インスタントブレイン - （Xbox 360版）
  - くにつく （ソーシャルゲーム）（GREEで配信）
- 2012年（平成24年）
  - DODONPACHI MAXIMUM
  - 怒首領蜂最大往生
  - 虫姫さま - （Xbox 360版）
  - 赤い刀 真　for NESiCAxLive（アーケード最終作）
  - ガン・ブラッド・デイズ
- 2013年（平成25年）
  - 怒首領蜂最大往生（Xbox 360版・コンシューマ最終作）
  - ハローキティのパズルチェイン
  - ドン★パッチン
  - ジャグラー×モンスター
- 2015年（平成27年）
  - ゴシックは魔法乙女〜さっさと契約しなさい!〜（スマートフォン向けシューティング）
  - 怒首領蜂一面番長
- 2017年（平成29年）
  - ロードオブダンジョン（24時間ダンジョン経営シミュレーションゲーム）
- 2018年（平成30年）
  - 三極ジャスティス（日本争奪！戦春ストラテジー）
- 2020年（令和2年）
  - ワールドウィッチーズ UNITED FRONT（スマートフォン向けシューティング）
- 2023年（令和5年）
  - 東方幻想エクリプス（スマートフォン向けシューティング）

## イベント
1年に1 - 2回、「ケイブ祭り」と称するイベントを開催しており、ケイブ製シューティングゲームのサウンドトラックやキャラクター抱き枕、直筆掛け軸などのグッズ販売、ゲーム開発者によるトークショーやサイン会が行われている。
各種グッズはこのケイブ祭りで限定販売もしくは先行販売となり、一部はケイブのウェブサイト上で通販もされる。
また、特別バージョンの調整がなされた基板でゲームを遊ぶことができる。
2012年5月18日から20日まで「さよならケイブ祭り」が開催されてからイベントは開催されていなかったが、2016年4月29日に「ケイブ祭りが大運動会～汗と涙とブルマ～」が開催された。
2017年12月16日には、同社主力のスマホアプリ『ゴシックは魔法乙女～さっさと契約しなさい！～』（以下、『ゴシックは魔法乙女』、『ごまおつ』）において、初のスコアアタック大会「第1回ごまおつスコア大会～もみのきもみ♡もみ 天使が跳び出すクリスマス大決戦～」が開催された。
2018年4月21日には、ケイブ祭り2018『ケイブ隊がにゅ～隊式 ～あんなところもむちムチMAX～』が秋葉原UDXビル内アキバ・スクエアにて開催、各種グッズの販売やステージイベントに加え、事前予選を勝ち抜いたプレイヤーによる「ゴシックは魔法乙女」スコア大会決勝も行われた。

## 提携関連企業
- アトラス
- エイエムアイ
- エレクトロニック・アーツ
- タミヤ
- ノース・スターズ・ピクチャーズ
- エクサム